# 比萨
比萨（義大利語：Pisa）是意大利中部名城，位于阿尔诺河三角洲，人口91,104人，面积190平方公里，纺织、制革业和商业较发达。同时也是著名的文教中心，有1813年由拿破仑创建的比萨高等师范大学，比萨大学是欧洲最古老的大学之一。

## 歷史
比萨是興建于公元前1世纪的古城，原为厄特路丽亚人的重要城市，公元前2世纪被罗马人占领，並在古羅馬時期得到大規模的開拓。中世纪时，热那亚的领土都在沿河一带，不断遭受萨拉森人窜犯蹂躏。被逐出家乡的人们成群结伙逃到比萨逃难，这样就促使比萨发展壮大，成为意大利中部重要的海上共和国（《佛罗伦萨史》第一卷第三章）。在意大利的各城市中最早獨立成城邦國家。后来，比萨在与佛罗伦斯的对抗中不断削弱，地位急剧下降。1406年被佛罗伦斯击败后并入该城邦。1860年成为意大利王国比萨省的省会。

## 天文
公元1564年2月，天文學家、數學家、物理學家伽利略·伽利萊即出生於此，更於比薩斜塔推翻亞里斯多德的自由落體論。
比萨的名胜古迹以奇迹广场为中心，包括主教座堂、洗礼堂和钟楼（即比萨斜塔）等，其中以比萨斜塔最为著名。大理石像及天鵝絨等高級紡織品亦為世所聞名。

## 景點
- 比薩斜塔
- 騎士廣場
- 比薩植物園
- 國立聖馬特奧博物館
- 聖若望洗禮堂
- 執政官宮
- 科西莫一世雕塑
- 甘巴科爾蒂宮
- 比薩主教座堂
- 教區長樓
- 攤販涼廊
- 中橋

## 交通

### 道路
- A11高速公路：通往比薩至盧卡
- A12高速公路：連接熱那亞至羅西尼亞諾馬里蒂莫，中途經比薩

### 航空
- 比萨-圣朱斯托机场

### 鐵路
有鐵路通往羅馬、熱那亞、都靈、那不勒斯、利佛諾、佛羅倫斯

## 友好城市
- 科勒爾蓋布爾斯
- 昂热
- 科靈

## 圖片

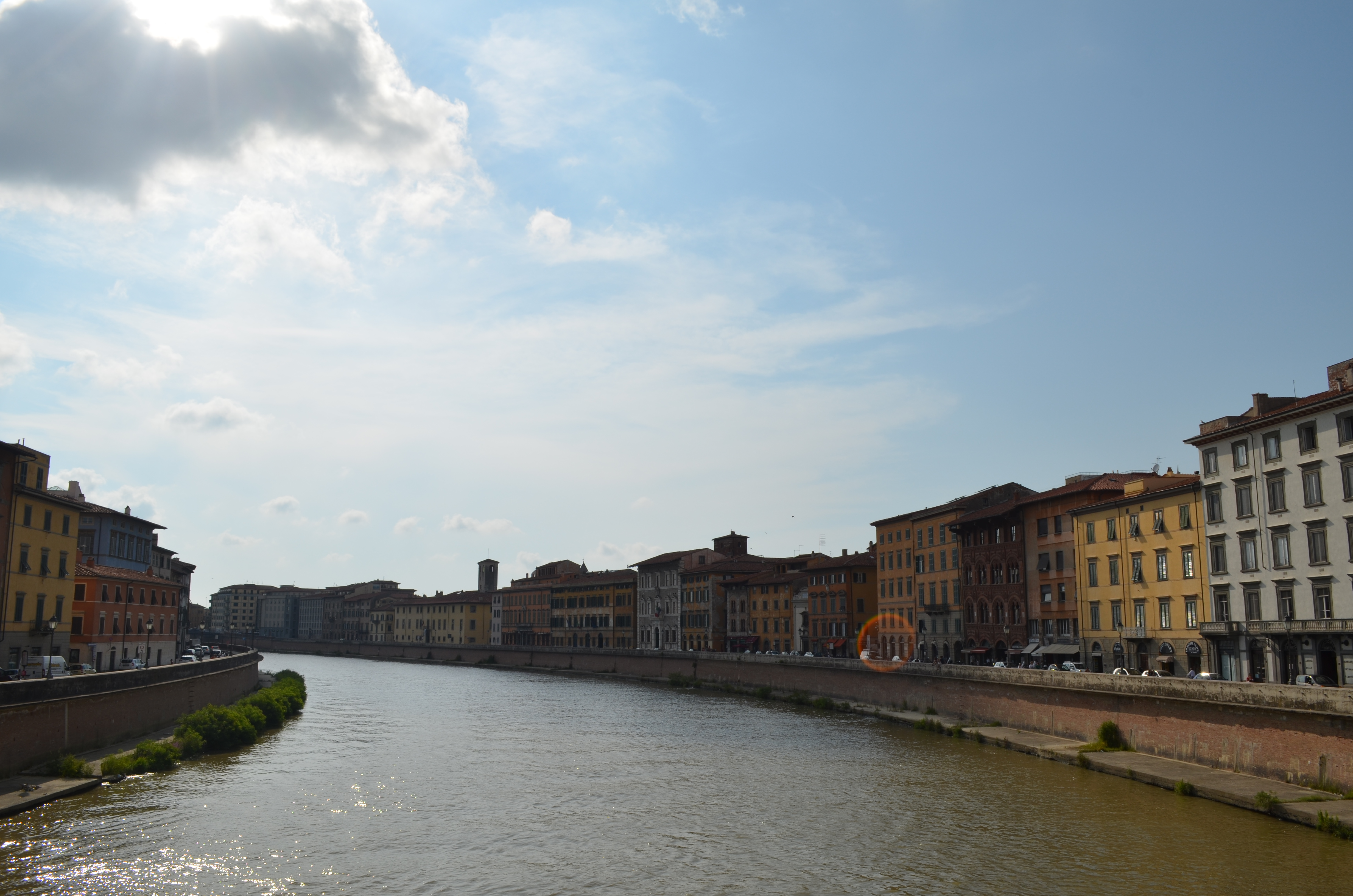
阿諾河
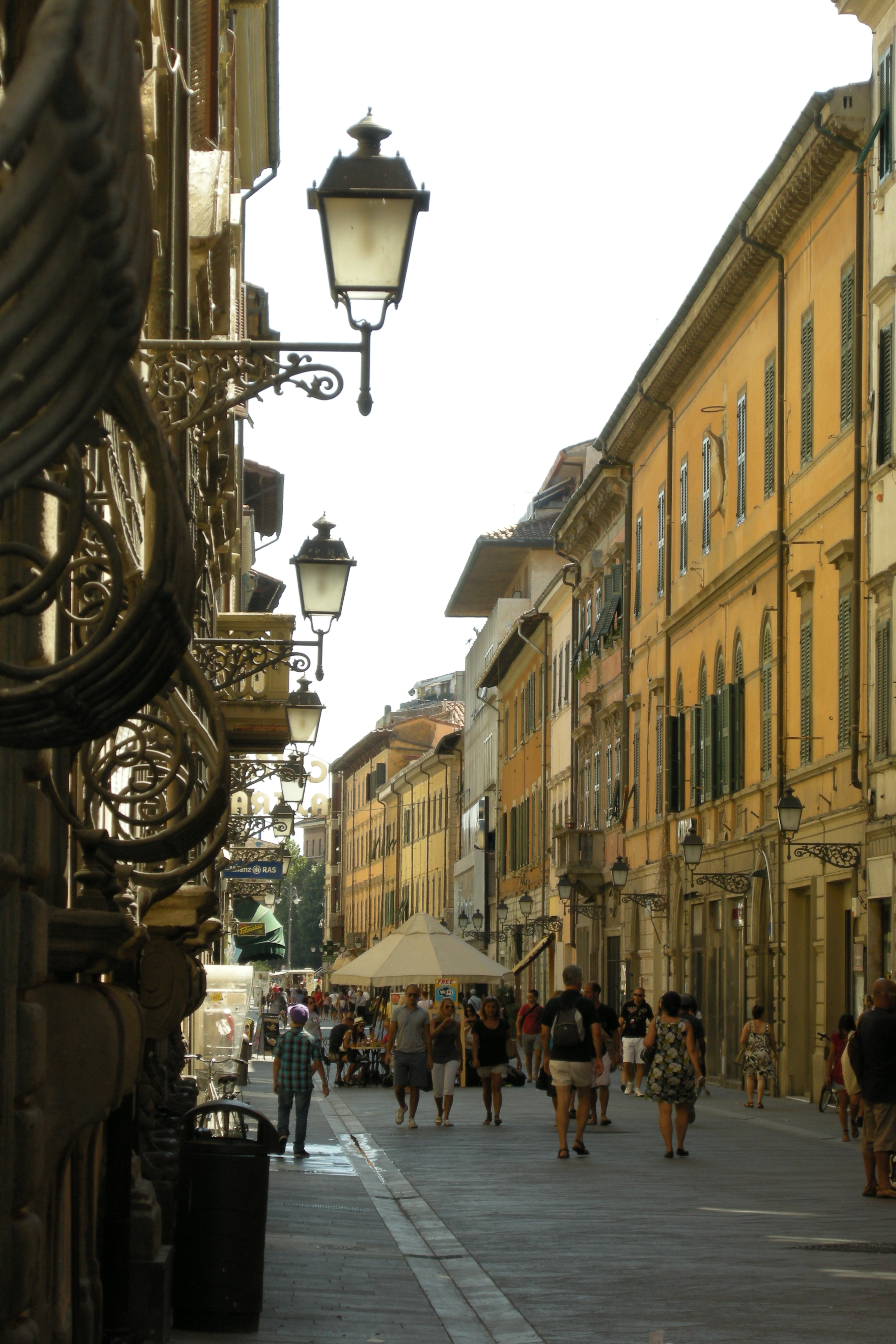
一處街景
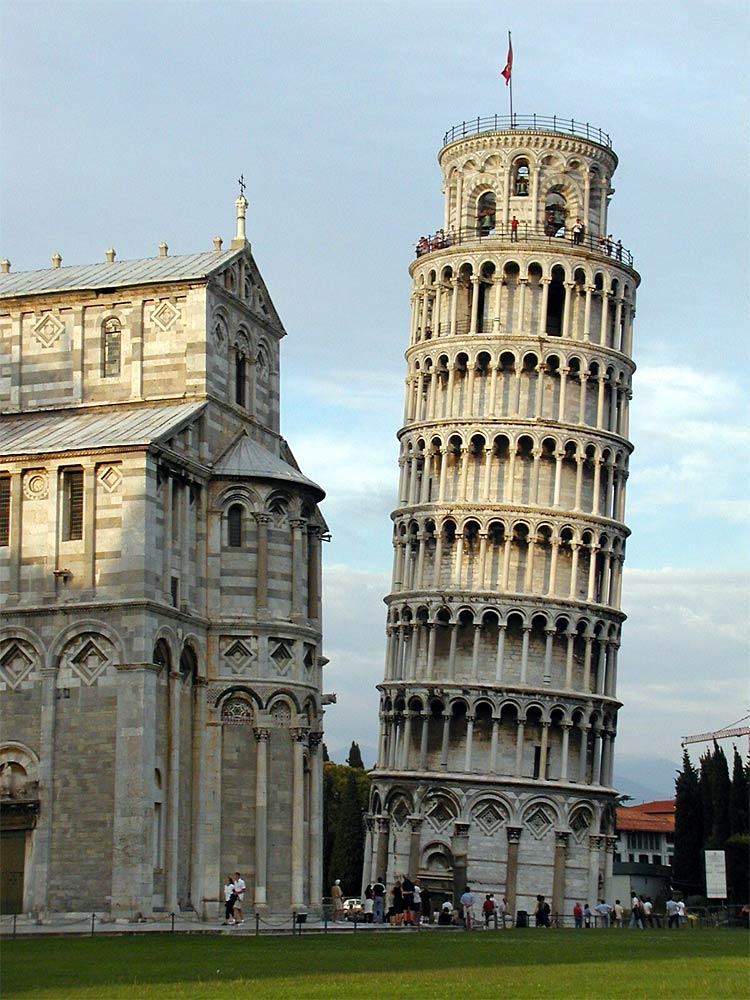
比萨斜塔
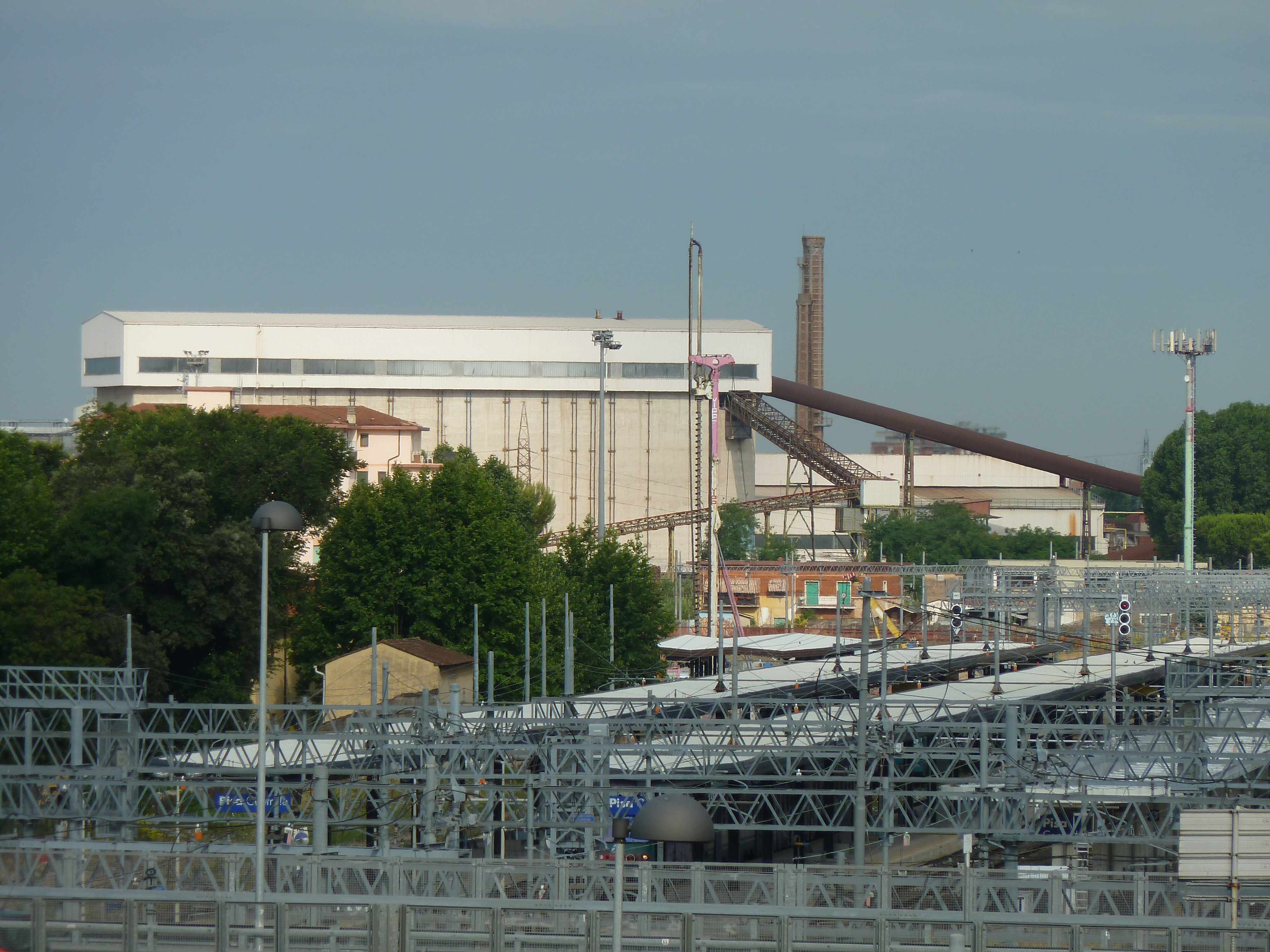
火車站背面是汽車玻璃廠